# Tyto gigantea
Tyto gigantea es una especie extinta de lechuza que vivió en lo que hoy es Gargano, Italia (una paleo-isla que actualmente se encuentra en la península itálica), a finales del Mioceno e inicios del Plioceno. Sus restos sugieren que era mayor que el actual búho real (Bubo bubo).

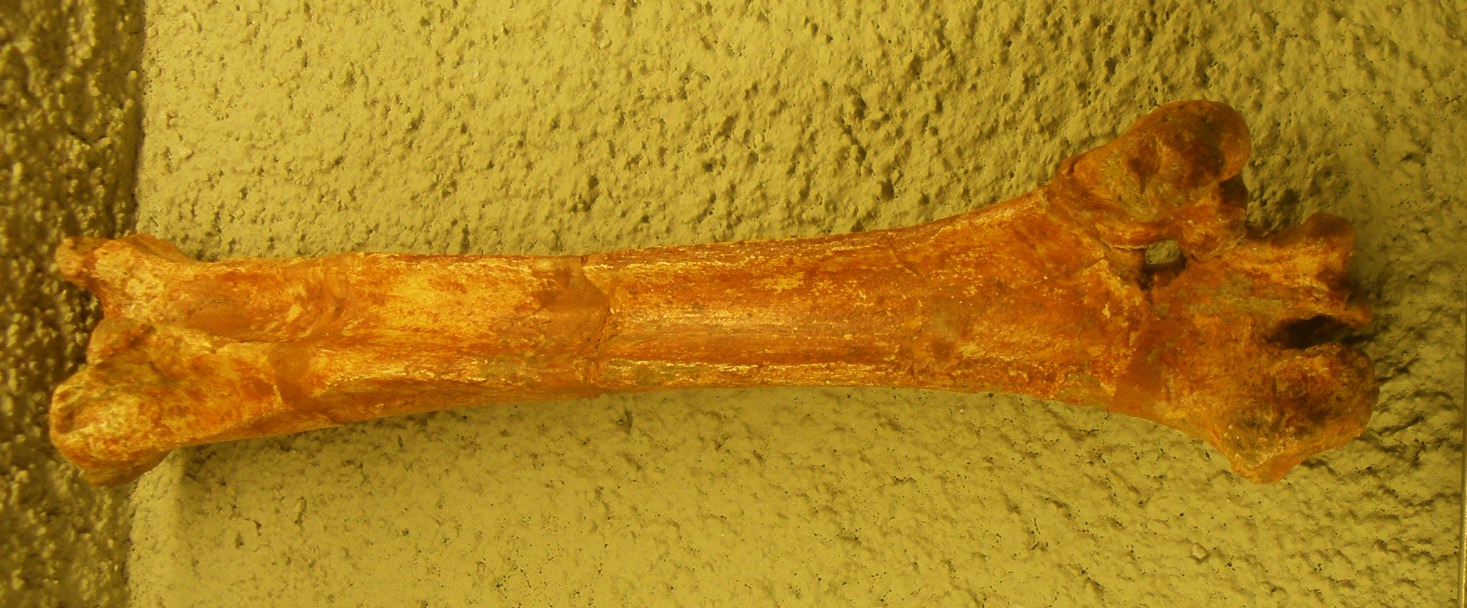
Tibiotarso de Tyto gigantea.

Esta especie parece haber sucedido a una especie de lechuza cercanamente emparentada, Tyto robusta de gran tamaño que también vivió en la isla, y que representaría a un único linaje de lechuzas adaptándose al mayor tamaño de sus presas en la isla, tales como el gran erinaceomorfo de Gargano, Deinogalerix y los roedores.